# Kevin DuBrow
Kevin DuBrow (Hollywood, Kalifornia, 1955. október 29. – Las Vegas, Nevada, 2007. november 19.) amerikai rockénekes és dalszerző. Az amerikai Quiet Riot heavy metal együttes egykori énekeseként vált ismertté. Legnagyobb sikereit az 1980-as években érte el velük, ezután szólókarrierben próbálkozott. A média 2007. december 10-én jelentette be, hogy holtan találták Las Vegas-i lakásán. Halálát kokaintúladagolás okozta.

## Élete
Hollywoodban született és itt is élt egészen 13 éves koráig. Ekkor Los Angeles külvárosába költözött, pontosabban Van Nuysba. A brit rockóriásokat szerette, olyan bandákat és énekest, mint a Small Faces, Spooky Tooth, Rod Stewart és a Humble Pie. Ezek a hatások voltak érezhetőek későbbi énekesi karrierjén is, ettől az iránytűtől tudott ő egyedi lenni a korabeli amerikai rockzenében. Kedvenc zenekara azonban a Slade volt. A Quiet Riot készített kettő Slade-feldolgozást. Az egyik a „Cum On Feel the Noize” amely sokak szerint a banda legsikeresebb dala, a másik pedig szintén a Quiet Riot leghíresebb darabjai közé tartozik, a „Mama Weer All Craze Now”.

## Quiet Riot
1973-ban alakult meg a Quiet Riot. Az eredeti felállás: Kevin DuBrow (ének), Randy Rhoads (gitár), Kelly Garny (basszusgitár) és Drew Forsyt (dob). A csapat az első két albumával nem ért el nagy sikereket. Rhoads és DuBrow nagyon jó barátok voltak, azonban ez a barátság 1979-ben véget ért, amikor Rhoads kilépett a zenekarból, hogy Ozzy Osbourne épülő szólócsapatához csatlakozzon. 1980-ban Kevin DuBrow szólózenekart alapított „DuBrow” néven, aminek a tagjai Tony és Carlos Cavazo lettek. 1982-ben a lemeztársaságuk engedélyével, Rhoads halála után Kevin Dubrow megváltoztatta a csapat nevét Quiet Riotra. A Rudy Sarzóval készült Metal Health című első lemezük egyből a toplisták élére került. Az Egyesült Államokban ők voltak az első heavy metal zenekar amely vezette a Billboard listát. Ez addig még egy ilyen zenét játszó csapatnak sem sikerült. A „Metal Health” (más néven „Bang Your Head”) és a „Cum On Feel the Noize” hatalmas sikert hozott a zenekarnak. Ezt a sikert később soha nem tudták megismételni. A problémákat tetézte, hogy DuBrow a sajtóban nekiugrott a kortárs rockbandáknak, később a kiadójának. Ez volt a Quiet Riot bukásának oka. Három társának elege lett belőle és 1987-ben egy turné után kirúgták. Később a kilencvenes években ismét együtt játszott a klasszikus négyes és megjelentettek ugyan jó pár albumot, de ezek soha nem értek el akkora sikereket, mint a „Metal Health”. Az utolsó album 2006-ban jelent meg, „Rehab” címmel. 2007-ben a The Vegas Eye honlapon tették közzé a hírt miszerint Kevin DuBrow-t holtan találták lakásán. A hírt barátja és zenésztársa, Frankie Banali is megerősítette honlapján. Kevin DuBrow 52 évet élt.